# Sotskarv
Sotskarv (Phalacrocorax sulcirostris) är en fågel i familjen skarvar inom ordningen sulfåglar. Fågeln är vida spridd i Australasien och in i Indonesien.

## Utseende och läte
Sotskarven är en rätt långstjärtad och liten (55–65 cm) och slank skarv utan tofs och med en rätt tunt näbb. Fjäderdräkten är helsvart, under häckningtid med grön eller rödaktig glans. Under parningstiden syns små vita tråddun på kinderna och halsen. Den skiljs från den mycket större storskarven samt de mindre arterna svartvit skarv och småskarv på blygrå näbb och rödgrå ansiktshud. Fåglar i vinterdräkt och ungfåglar har en liknande fjäderdräkt men är mer brunsvarta. Från hanarna hörs vid häckningskolonin hesa skällande ljud och "ak-he".

## Utbredning och systematik
Sotskarven förekommer från Java i Indonesien österut till Nya Guinea, Australien (inklusive Tasmanien), Nya Zeeland (mest på Nordön) och Nya Kaledonien. Den behandlas som monotypisk, det vill säga att den inte delas in i några underarter.
DNA-studier visar att sotskarven är systerart till nordvästligare arten indisk skarv (Phalacrocorax fuscicollis). Tillsammans är de närmast släkt med de större australiska skarvarna australisk skarv (P. varius) och svartmaskad skarv (P. fuscenscens).

### Skarvarnas släktskap
Skarvarnas taxonomi har varit omdiskuterad. Traditionellt har de placerats gruppen i ordningen pelikanfåglar (Pelecaniformes) men de har även placerats i ordningen storkfåglar (Ciconiiformes). Molekulära och morfologiska studier har dock visat att ordningen pelikanfåglar är parafyletisk. Därför har skarvarna flyttats till den nya ordningen sulfåglar (Suliformes) tillsammans med fregattfåglar, sulor och ormhalsfåglar.

## Levnadssätt
Sotskarven hittas mest i och i närheten av sötvatten, men även vid flodmynningar och ibland vid kusttrakter. Den är ytterst sällskaplig och fiskar ofta i flock. Liksom de flesta skarvar häckar den i kolonier, med varierande häckningtid efter geografi.

## Status och hot
Artens population har inte uppskattats och dess populationstrend är okänd, men utbredningsområdet är relativt stort. Internationella naturvårdsunionen IUCN anser inte att den är hotad och placerar den därför i kategorin livskraftig.

## Bilder

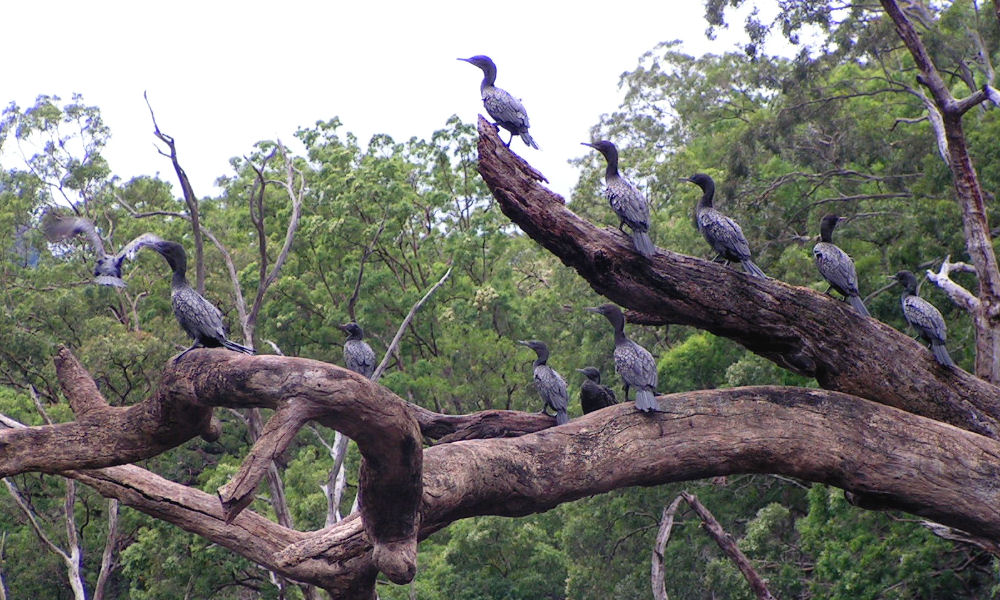
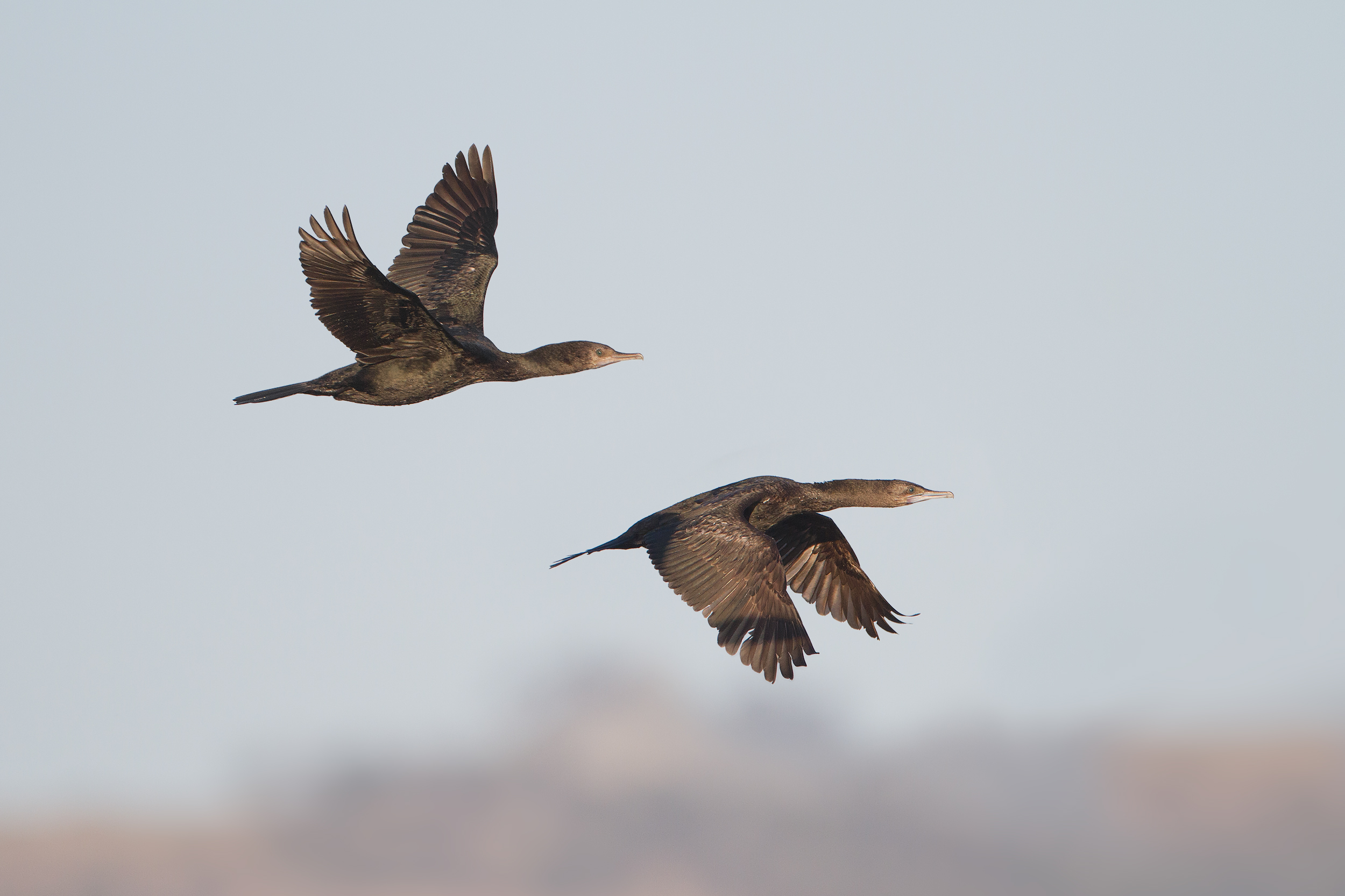
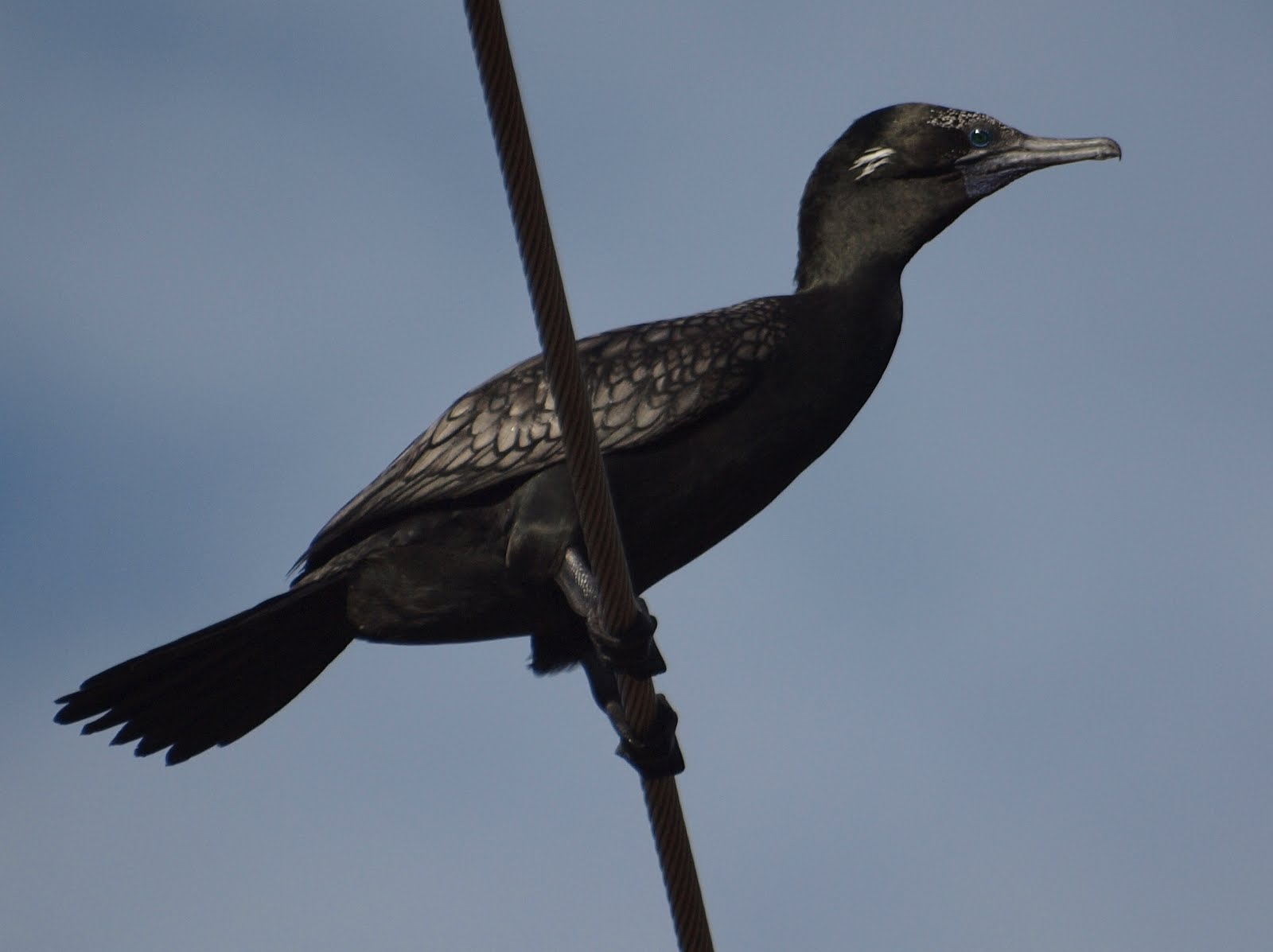